# Abbaye de l'Île-Barbe
L'abbaye de l'Île-Barbe est une ancienne abbaye bénédictine, située dans le 9e arrondissement de Lyon, dans le quartier de Saint-Rambert-l'Île-Barbe.

## Histoire
Une abbaye est fondée sur l'île Barbe au Ve siècle. Il s'agit du premier établissement monastique de la région lyonnaise et l'un des plus anciens de la Gaule. Charlemagne la dote d'une belle bibliothèque. Elle était dédiée à saint André, puis à saint Martin à partir du Xe siècle.
Le monastère est pillé à plusieurs reprises (en 676, en 725 par les Sarrasins, en 937 par les Hongrois). Il adopte la règle de saint Benoît au IXe siècle et gagne progressivement en richesse. En 816, Louis le Pieux accorde au monastère :
- le droit de disposer en tout temps de trois navires sur la Saône, le Rhône et le Doubs exempts de taxes de péages[3] ;
- un décret d’immunité et de protection au monastère[4] confirmé par Charles de Provence en 861[5].

L'abbaye fonde le prieuré de Saint-Rambert, mentionné en 971 dans la charte de Conrad le Pacifique qui confirme les possessions de l'abbaye à l'abbé Heldebert. La même charte cite comme cella la petite église Saint-Jean-Baptiste, qui jouxte l'église abbatiale Saint-André.
Au début du XVIe siècle, l'abbaye passe sous le régime de la commende au bénéfice de la famille d'Albon.
Le 12 avril 1549, le pape Paul III sécularise l'abbaye et les moines deviennent des chanoines (collégiale).
En 1562, elle est dévastée et incendiée par les troupes protestantes du baron des Adrets.
En 1741, Pierre Guérin de Tencin, archevêque de Lyon réunit le chapitre des chanoines au chapitre cathédral de Saint-Jean. En 1745, le séminaire Saint-Pothin, créé en 1737 pour s'occuper des prêtres âgés ou infirmes, est transféré dans les locaux laissés vides. L'établissement est supprimé à son tour en 1782 et les bâtiments sont rétrocédés au chapitre Saint-Jean. Le 20 mars 1793, tout est vendu et dispersé.
À cette époque Gabriel Bonnot de Mably (1709-1785) était chanoine de l'église abbatiale de l'Île-Barbe.
Au XXIe siècle, de l'abbaye ne subsiste que l'église romane Notre-Dame, une partie de l'ancienne église Saint-Loup et quelques vestiges des bâtiments religieux.

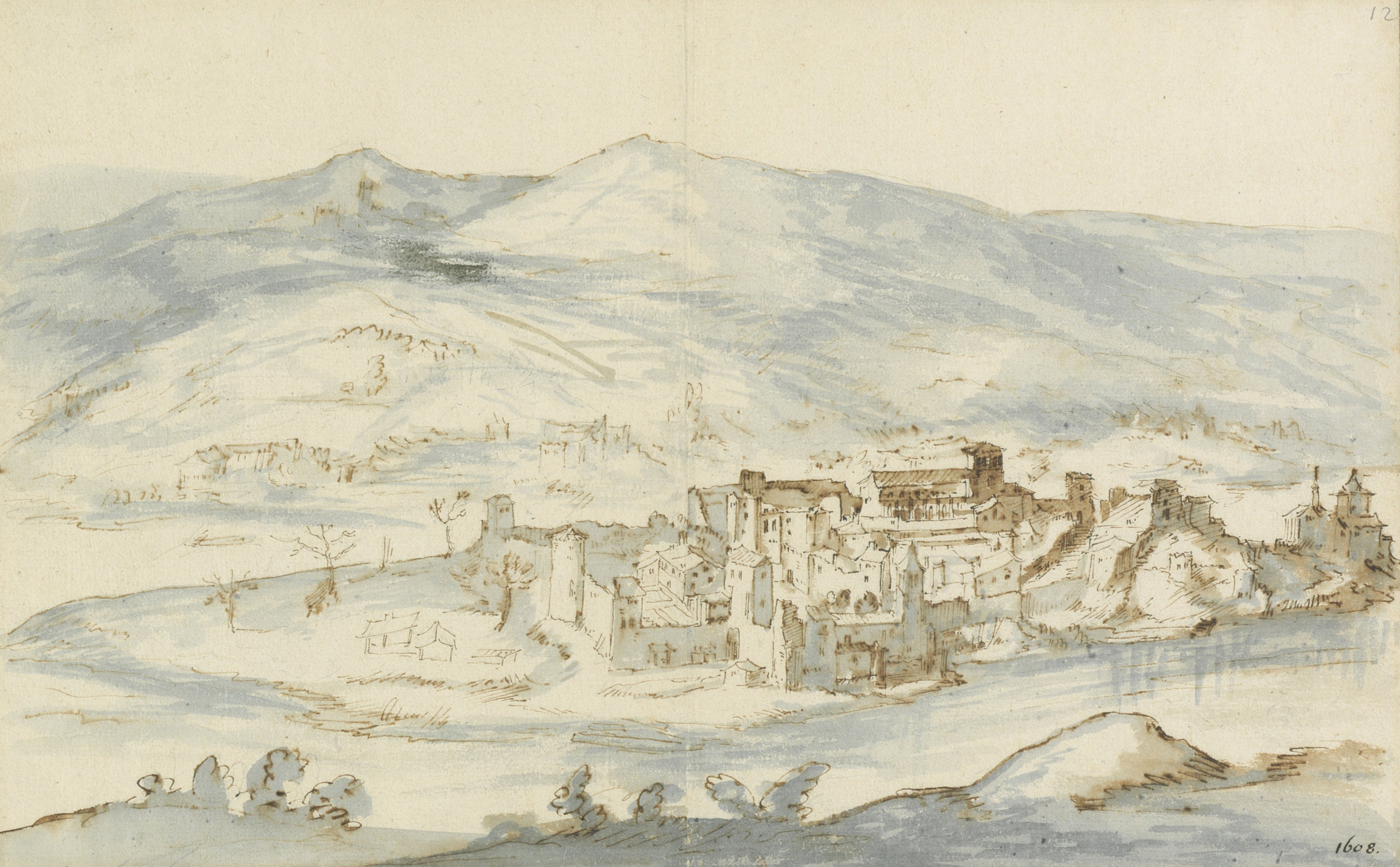
Vue générale de l'ancienne abbaye en 1608.
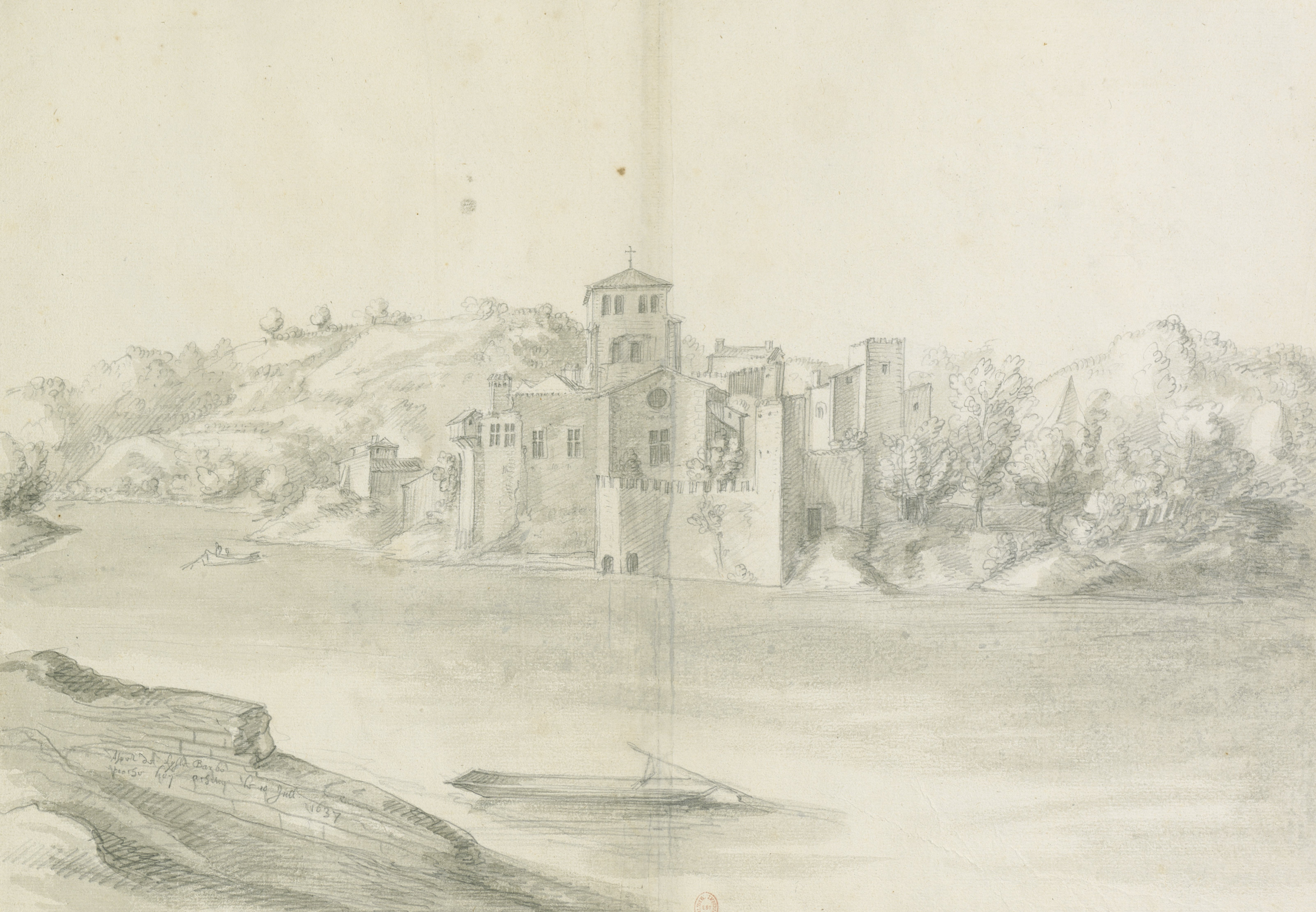
Le nord de l'ancienne abbaye en 1637.
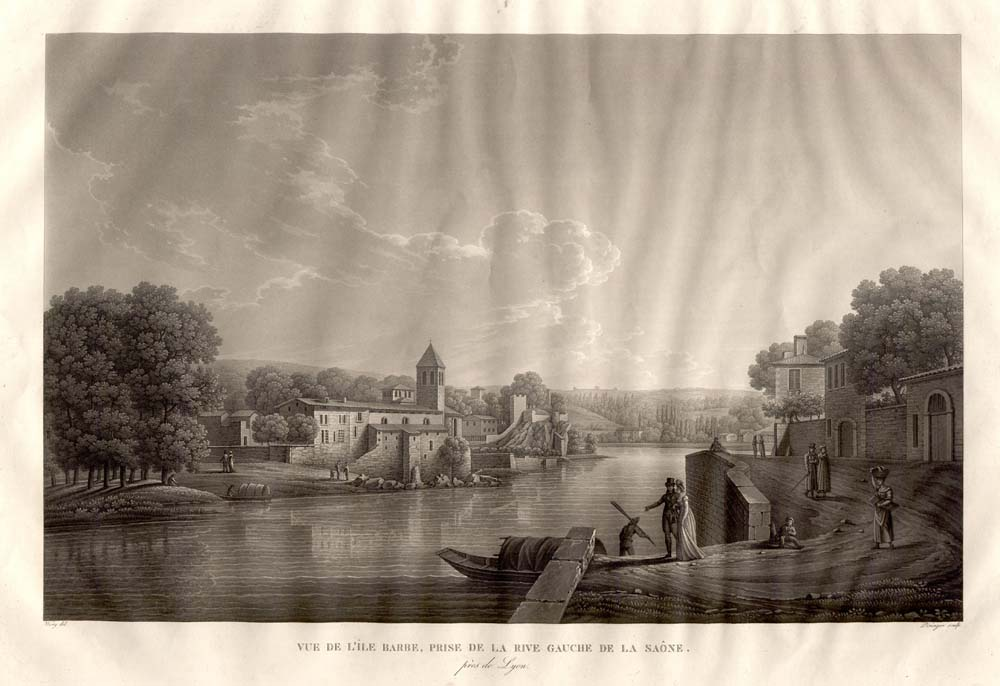
Le sud de l'ancienne abbaye au début du XIXe siècle.
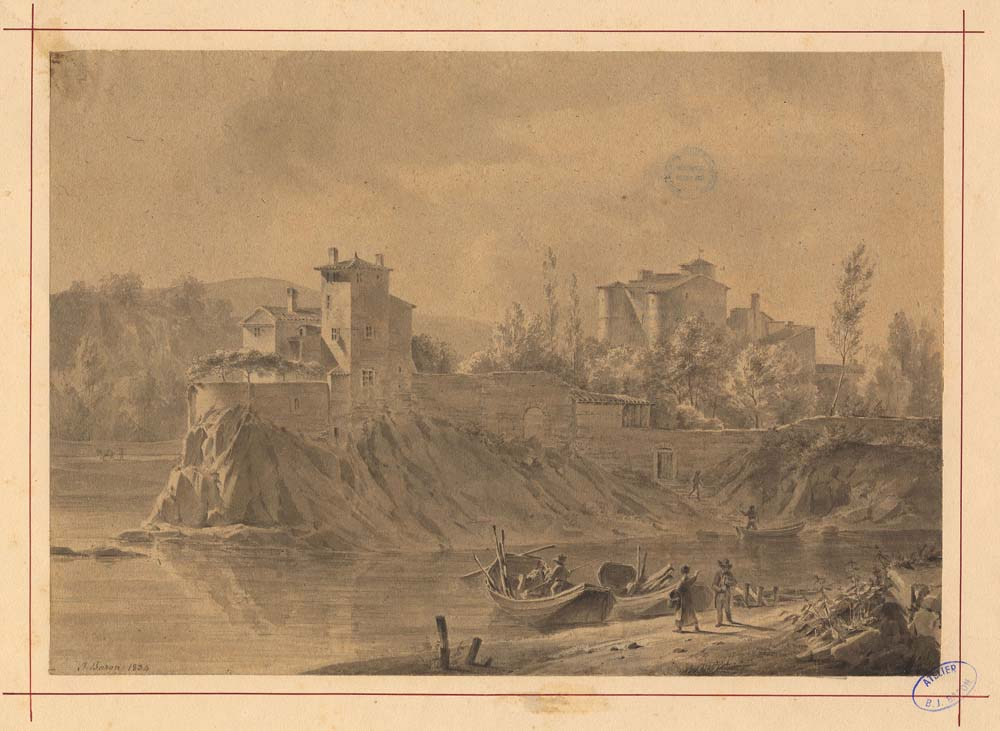
L'emplacement de l'ancien prieuré en 1834.

## Reconstitution
L'abbaye était entourée d'une enceinte fortifiée. Celle-ci suivait le mur qui limite actuellement la promenade plantée d'arbres. On accédait au domaine de l'abbaye par deux portes :
- la porte Notre-Dame ;
- la porte Sainte-Anne.

Au nord, un château fort bâti sur un rocher servait de réduit en cas d'invasion. Il contenait également la riche bibliothèque dite de Charlemagne.
L'île était accessible par trois ports :
- au sud ouest du mur d'enceinte, le port Saint-Rambert ;
- à l'est du mur d'enceinte, le port Notre-Dame face à Cuire-le-Bas ;
- au nord-ouest, le port Sainte-Anne.

L'abbaye comptait deux églises :
- l'église Notre-Dame, ouverte aux pèlerins ;
- l 'église Saint-Martin-et-Saint-Loup, église abbatiale.

À l'extrémité nord de l'île, le prieuré Saint-André était séparé du reste du monastère par sa propre enceinte. Ce prieuré avait sa chapelle dédiée à saint André et à sainte Anne.
Sur la place Notre-Dame (derrière la porte du même nom), s'élevait la dîmerie.
La maison de l'abbé avec sa chapelle dédiée à saint Denys s'élevait également sur la place Notre-Dame.
Autour du grand cloître, s'élevaient :
- la maison du prévôt ;
- l'église abbatiale ;
- la salle capitulaire.

Près de la Saône, côté Saint-Rambert, on trouvait les réfectoires des moines et les celliers voûtés.

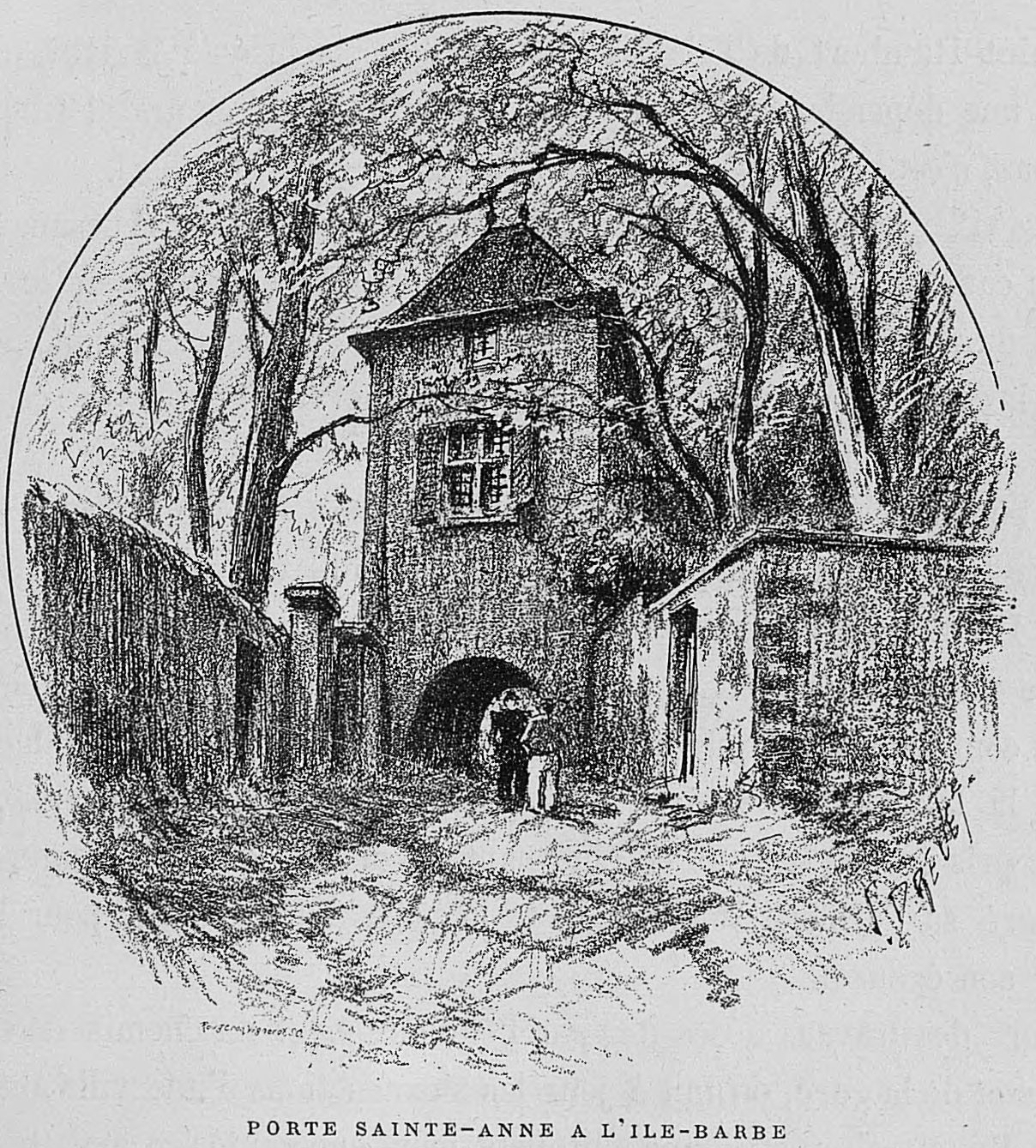
Porte Sainte-Anne illustrée par Joannès Drevet (1854–1940).
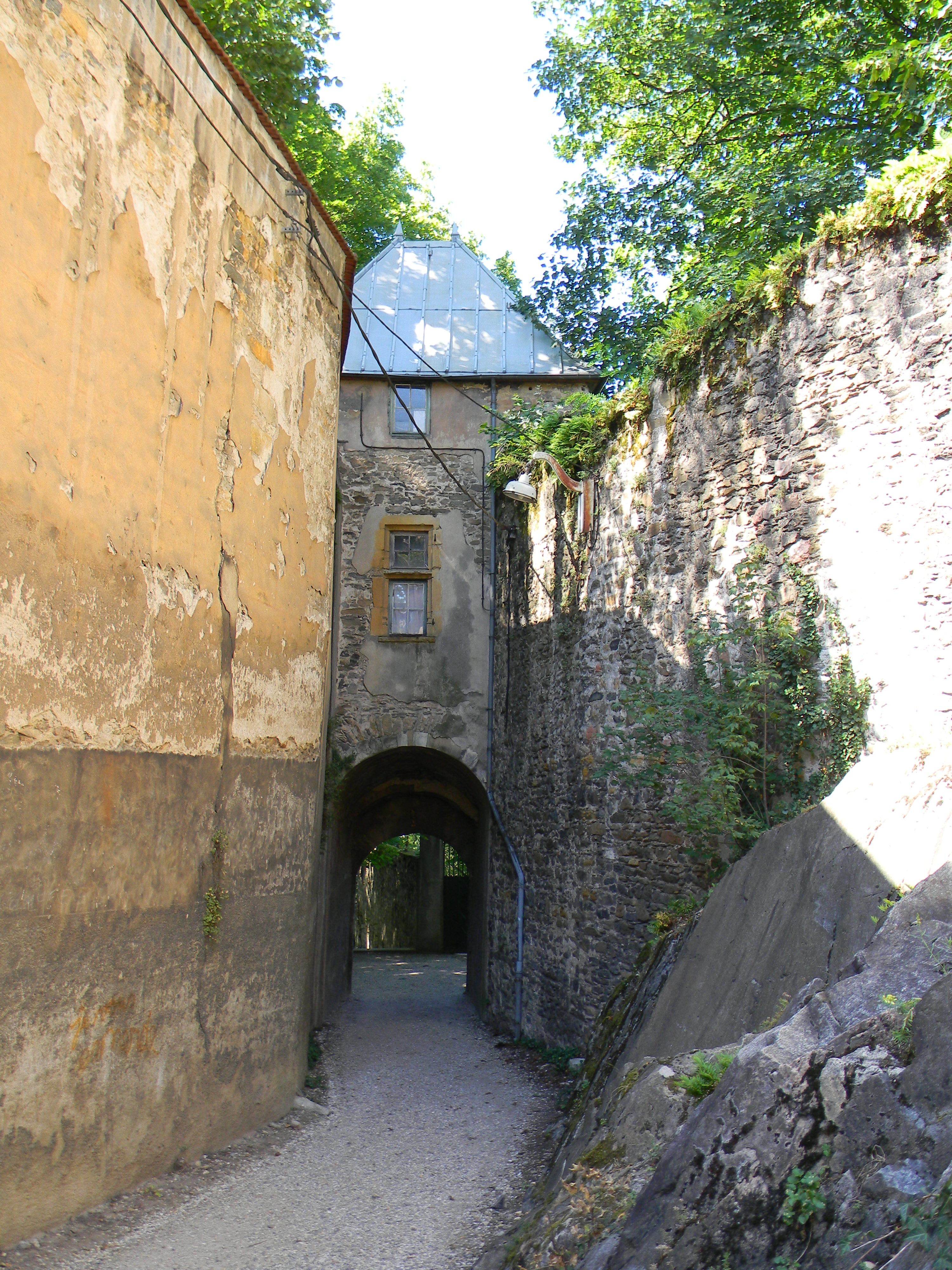
Porte Sainte-Anne en 2011.
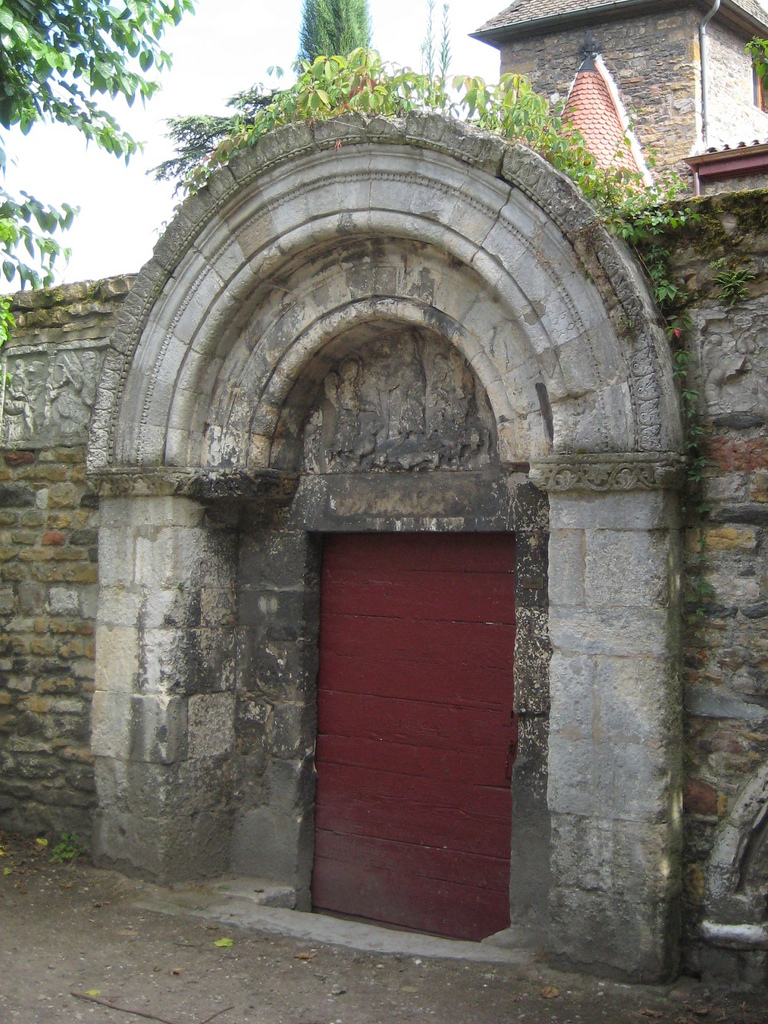
Ancien portail de l'église Saint-Loup.
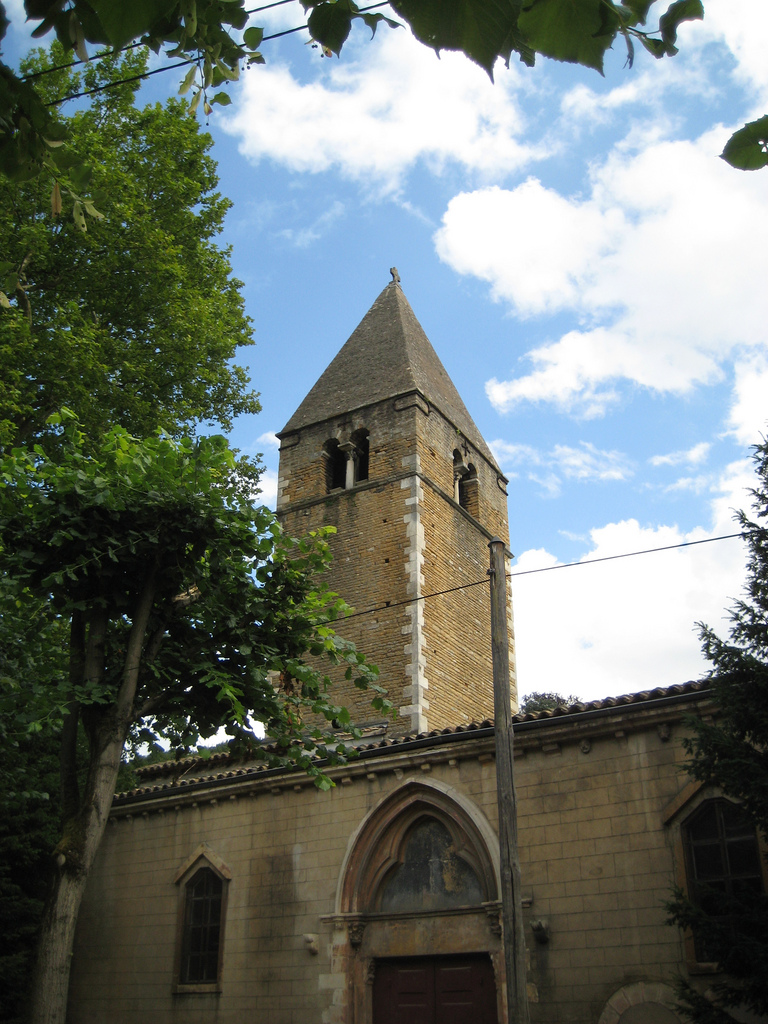
L'ancienne église Notre-Dame.

## Liste des abbés et religieux
- 4??-??? : Saint Dorothée[9]
- ???-??? : Philetus
- ???-??? : Julien
- ???-??? : Christophe
- ???-??? : Antoine Ier
- ???-??? : Martin
- ???-??? : Aigobert
- ???-??? : Astorg Ier
- ???-??? : Maxime
- ???-516 : Ambroise
- ???-??? : Loup
- ???-??? : Maximin
- ???-??? : Bligigaire
- ???-??? : Vinfrid
- ???-??? : Rotfred
- ???-??? : Garland
- ???-??? : Licinius
- ???-??? : Saint Benoît Ier
- ???-??? : Campion
- ???-??? : Alaric
- ???-??? : Bartholomée
- ???-??? : Argeric
- ???-861 : Herbert
- 861-8?? : Gundramnus
- 8??-8?? : Norbert
- 8??-8?? : Varengard
- 8??-876 : Garlarin
- 876-8?? : Léobon
- 8??-??? : Astorg II
- ???-??? : Étienne
- ???-??? : Elgedis
- ???-??? : Antoine II
- ???-??? : Halinand
- ???-??? : Romuald
- ???-??? : Eudes
- ???-971 : Cumanus
- 971-994 : Heldebert
- 994-1007 : Benoît II
- 1007-1008 : Bernard
- 1008-1055 : Garnier
- 1055-1070 : Humbert
- 1070-10?? : Ogier
- 10??-1096 : Clément
- 1096-1116 :  Guy Ier
- 1116-1128 : Girin Ier
- 1128-11?? : Josserand
- 11??-11?? : Hugues Ier
- 11??-11?? : Olderic
- 11??-1150 : Guillaume Ier
- 1150-1152 : Girin II
- 1152-11?? : Saturnin
- 11??-1168 : Vicard
- 1161 : Hugues de Tournon "Moine"
- 1168-1183 : Hugues II
- 1183-1198 : Guichard[10], abbé
- 1198-1200 : Gaucerand
- 1200-1222 : Guy II
- 1222-1224 : Bermond
- 1224-1243 : Guillaume II de Jarez
- 1243-1245 : Foulques
- 1245-1246 : Omer
- 1246-1250 : Pierre Ier
- 1249 : Zacharie de Talaru "Moine"
- 1250 : Hugues de Varennes "Moine & Cellerier"
- 1250-1261 : Geoffroy de Vertelay
- 1256 : Zacharie de Talaru "Moine"
- 1261 : Humbert de Vassailleu "Moine"
- 1261-1270 : Pierre II de Vertelay
- 1270-1296 : Girin III de Sartines
- 1272 : Aymon de Vaux "Prieur Claustral"
- 1284-1440 : Hugues, Jean, Pierre & Pierre puis Claude de Roncherol "Moines"
- 1284 : Robert de Ryon "Religieux"
- 1296-1322 : André de Marzé
- 1300 : Estienne de Vego "Moine"
- 1309 : Guigues de Roussillon "Moine"
- 1322-1329 : Béraud Ier de Mercœur
- 1329-1334 : Pons de Guizeu
- 1334-13?? : Raymond de Beaufort
- 13??-13?? : Béraud II de La Baume
- 13??-1345 : Galbald
- 1345-134? : Simon de Gillans
- 134?-1350 : Bégon de Brossan
- 1350-1354 : Jean Ier Pilus-Fortis de Rabastens
- 1354-1372 : Guillaume III de Landore
- 1372-1394 : Pierre III de Villette
- 1383 : Pierre de Verriere "Aumosnier"
- 1394-1400 : Jean II de Sonhetto
- 1400-1428 : Pierre IV de Thurey
- 1401 : Pierre de Verriere "Aumosnier"
- 1411 : Faucerand du Saix "Religieux"
- 1419 : Antoine de Salornay "Moine"
- 1421 : Faucerand du Saix "Religieux"
- 1421 : Jean Rostain "Moine"
- 1428-1436 : Aynard de Cordon
- 1436 : Durand Vert "Moine"
- 1436 : Berno de Vienne "Moine"
- 1436 : Durand Vignols "Religieux"
- 1436-1458 : Claude Ier de Sotizon
- 1451 : Antoine de Rochefort la Valette "Moine"
- 1452 : Jean de Vaugrigneuse "Moine"
- 1453 : Eustache de Vaugrigneuse "Moine"
- 1453 : Aynard de Villeneufve "Chantre"
- 1455 : Guillaume de la Sale "Moine"
- 1458-1485 : Edouard de Messey
- 1464 : André le Viste "Religieux"
- 1485-1488 : cardinal Charles de Bourbon[11]
- 1488-1500 : Henri de Seylac
- 1500 : Philibert Rosset "Moine"
- 1507 : Guyllaume de Villeneufve "Moine"
- 1500-1515 : Antoine III d’Albon de Saint-André
- 1500 : Jacques de Sassenage "Religieux"
- 1505 : Guillaume de Semur "Religieux & Chamarier"
- 1515-1525 : Antoine IV d’Albon de Saint-Forgeul
- 1525-1562 : Antoine V d’Albon de Saint-Forgeul
- 1550 : Claude Sautreau "Moine & Chantre"
- 1551 : Fleury de Salemard "Religieux Cloistrier"
- 1551 : Louis Vallier "Moine"
- 1551 : Antoine de Vauselles "Moine"
- 1562-1599 : Pierre V d’Espignac
- 1599-1609 : Jean III de Châtillon
- 1606-1613 : Claude II de Nérestang
- 1616-1620 : Antoine VI de Nérestang
- 1620-1693 : Camille de Neufville de Villeroy
- 1630-1660 : Claude Le Laboureur, prévôt du chapitre
- 1693-1741 : Antoine VII de Thélis de Saint-Cyr de Valorges

Source : Gallia Christiana

## Possessions de l'abbaye
Liste non exhaustive des possessions tenues en nom propre ou en fief par l'abbaye, :

### Lyonnais
Liste des possessions de l'abbaye dans le Lyonnais :
- fief et terres de Pollet, près de Villefranche ;
- château de Lignieux, à Saint-Jean-de-Thurigneux (1186-1665) ;
- château de Miribel, à Miribel;
- village de Vimiers (commune de Miribel) (1236)[14] ;
- Rillieux (Religiacum) (971) ;
- Église Saint-Cyprien de Bey (971) ;
- Sainte-Croix (1183).

### Jarez
Liste des possessions de l'abbaye dans le Jarez :
- Celle Saint-Martin de Firminy (971)
- Église Saint-Pierre "in Amodo" (Saint-Chamond?) (971)
- Sainte-Croix-en-Jarez (1280) (?), dont la dédicace pourrait indiquer une fondation carolingienne, objet d'une refondation par Béatrice de la Tour au profit de l'ordre des Chartreux en 1280[15]
- Église de Tartaras (1168-1183-v. 1225)
- Église de Saint-Romain-en-Jarez (1168-1183-v. 1225)
- Église de Saint-Paul-en-Cornillon (1225)[16]
- La chapelle de Grangent (1183)

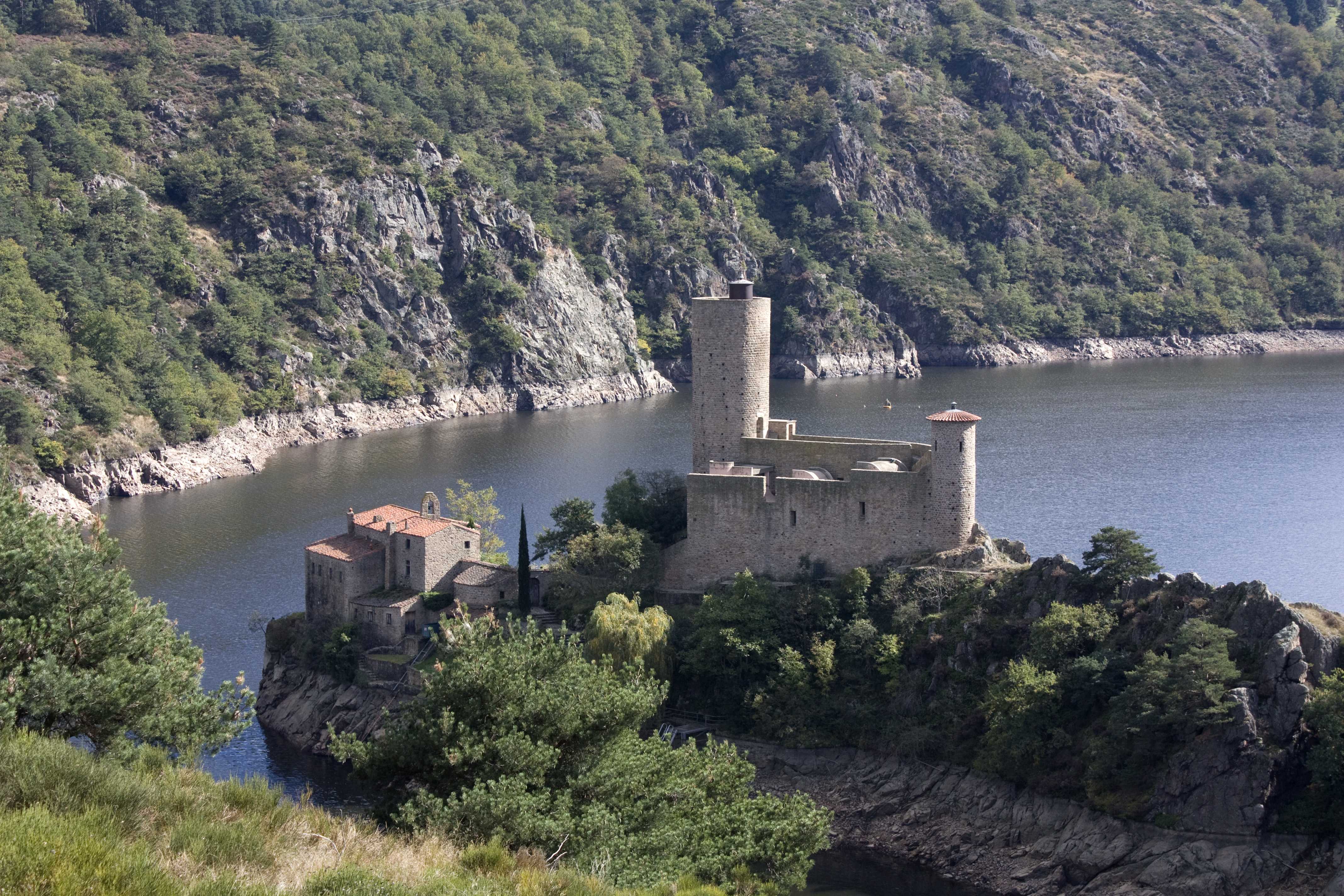
Chapelle et château de Grangent.

- Église Saint-Julien de la Tour-en-Jarez (1183), dépendant de Saint-Rambert-sur-Loire (v. 1225)[17]
- Église Saint-Martin de la Fouillouse (1183), dépendant de Saint-Rambert-sur-Loire (v. 1225)
- Église de Bouthéon (1183), dépendant de Saint-Rambert-sur-Loire (v. 1225)
- Église Saint-Clément du Chambon-Feugerolles (1183), dépendant de Saint-Martin de Firminy

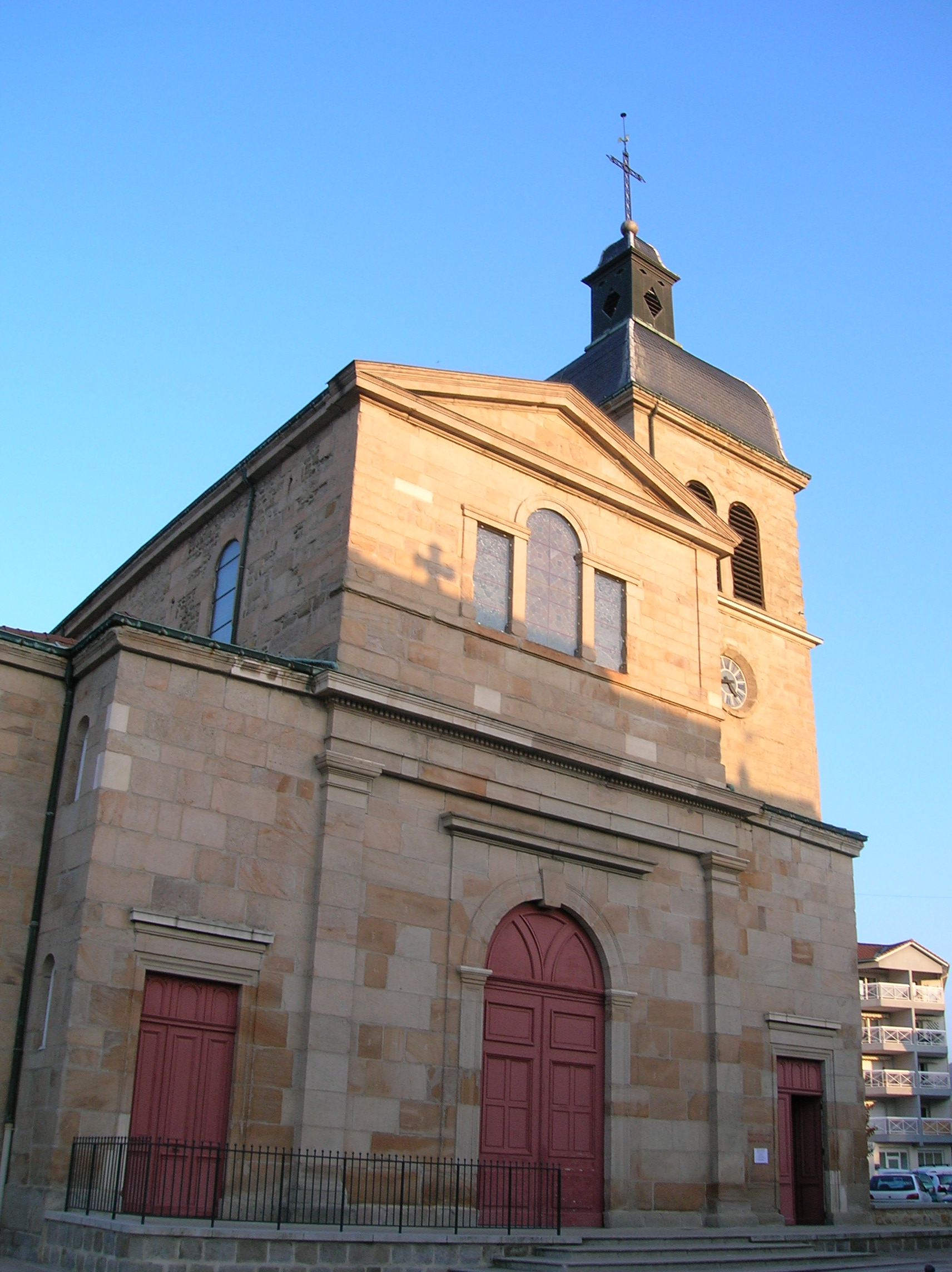
L'église Saint-Clément au Chambon-Feugerolles.

- Église de Saint-Laurent-d'Agny, dépendant de Saint-Rambert-sur-Loire (v. 1225).
- Église de Thurins, dépendant de Saint-Rambert-sur-Loire (v. 1225).
- Église de Veauche, dépendant de Saint-Rambert-sur-Loire (v. 1225).
- Église de Saint-Héand, dépendant de Saint-Rambert-sur-Loire  (v. 1225).
- Église de Chevrières, dépendant de Saint-Rambert-sur-Loire (v. 1225).

### Forez
Liste des possessions de l'abbaye dans le comté de Forez :
- L'église Saint-André de Occiaco (monastère de Saint-Rambert) (971), les églises Saint-Côme (971) et Saint-Damien (1183) jusqu'à Noailleux (971)

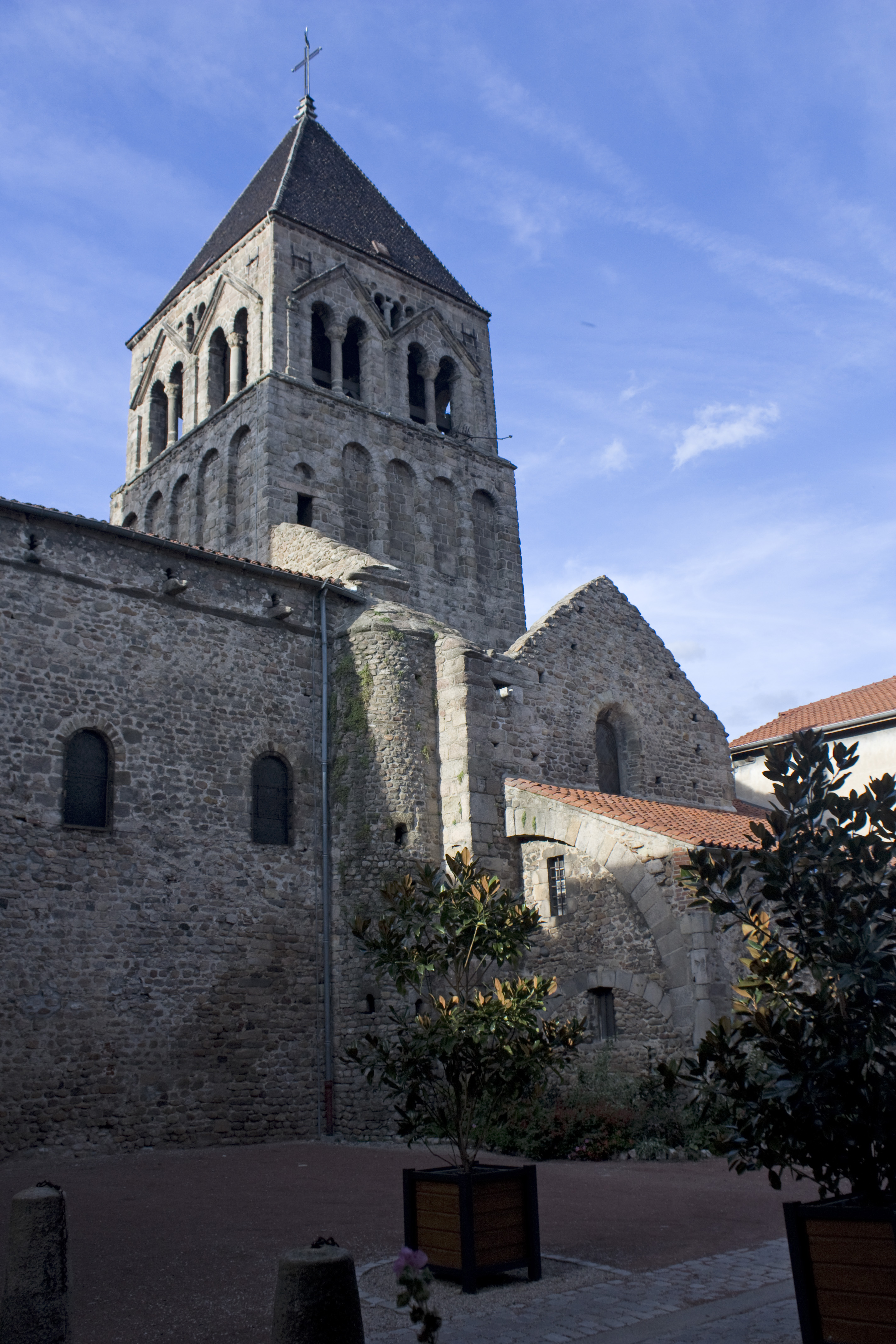
Église de Saint-Rambert-sur-Loire.

- La Celle-Saint-Martin en Forez et église Saint-Bonnet de Cleppé (971)
- Église Sainte-Marie de Cottance (971)
- Église Sainte-Marie-Madeleine du château de Saint-Germain-Laval (1183)
- Église Sainte-Foy-Saint-Sulpice (1183)

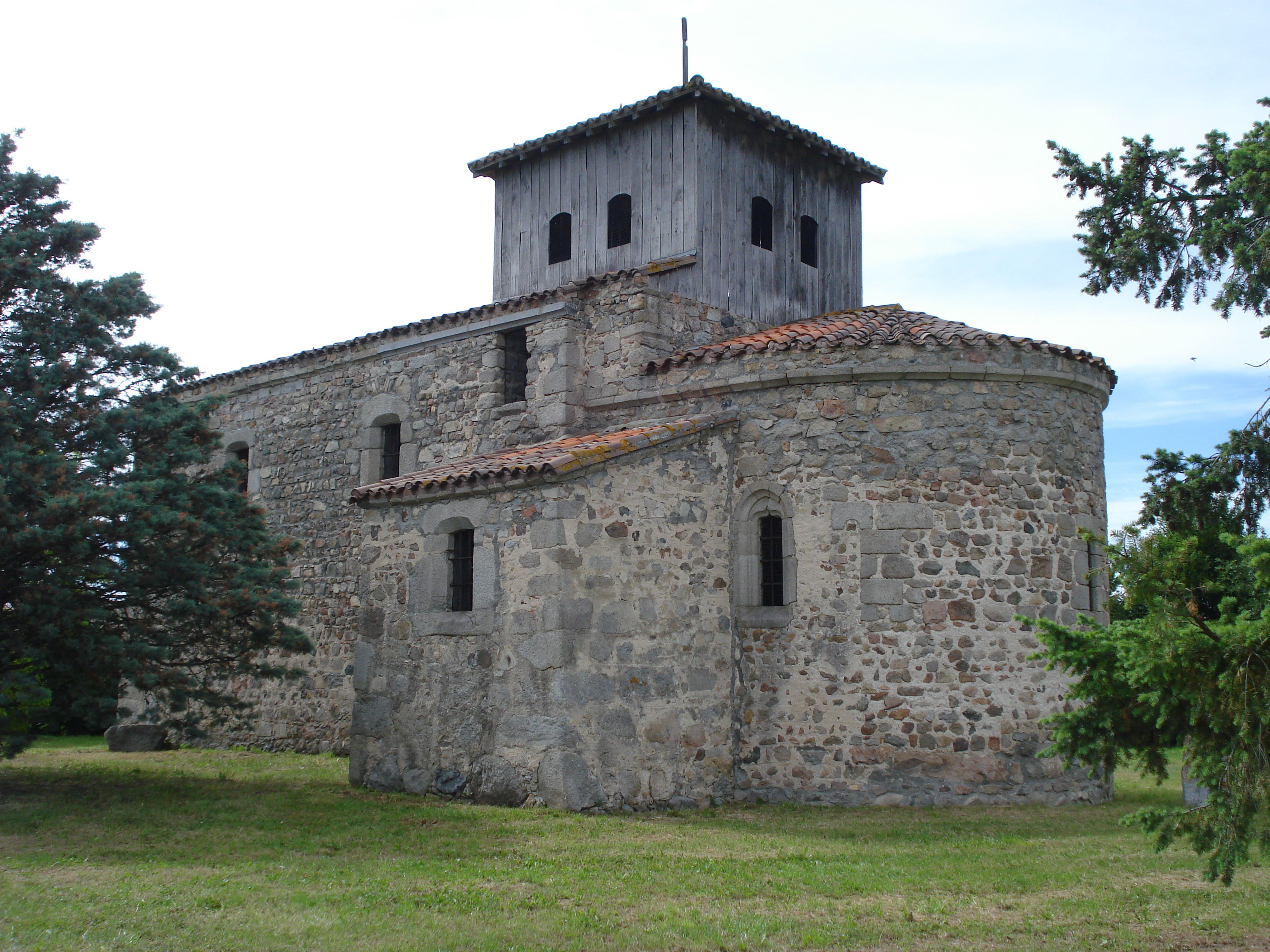
Chapelle de Sainte-Foy-Saint-Sulpice.
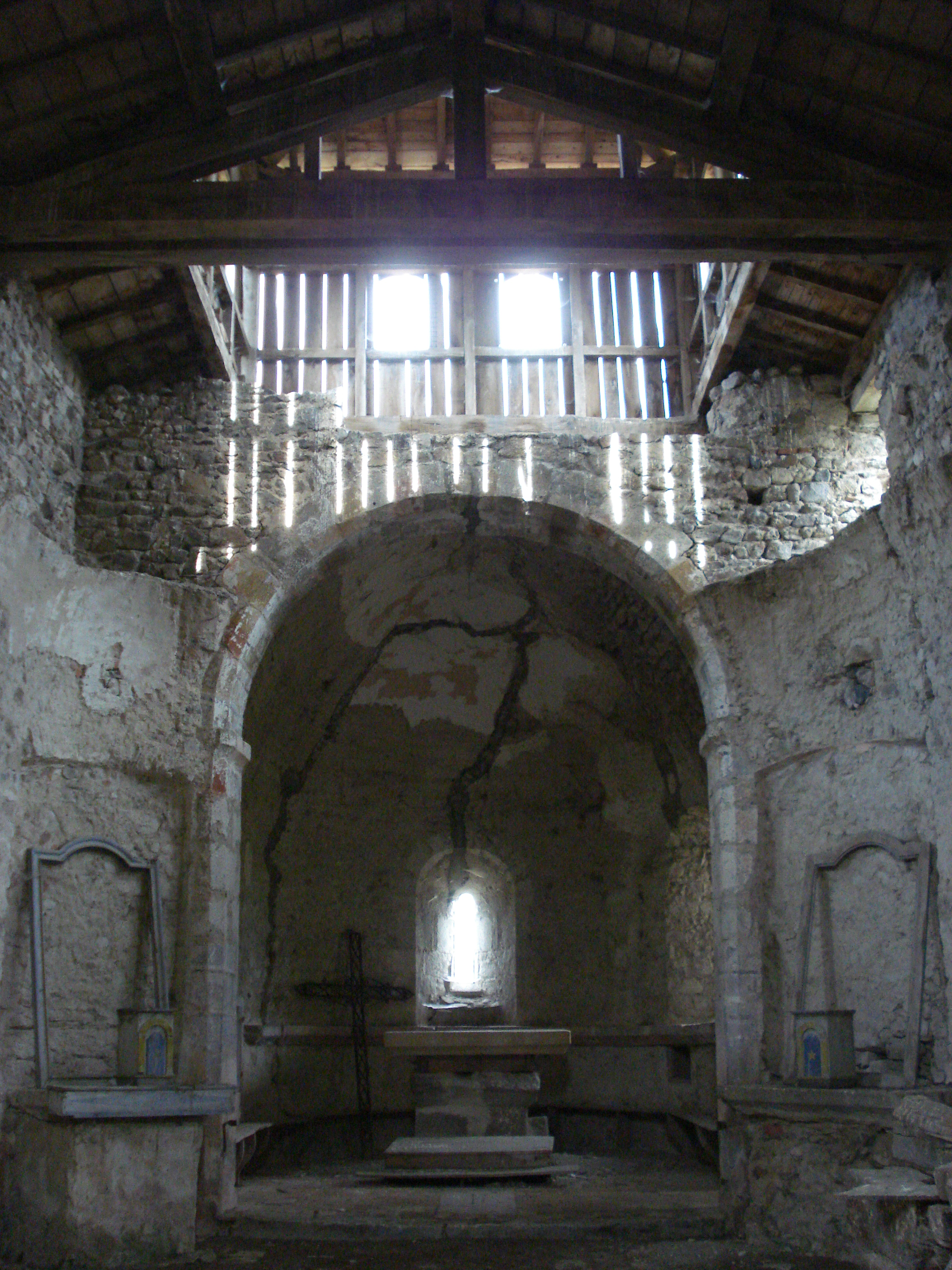
Chapelle de Sainte-Foy-Saint-Sulpice, état délabré.

- Église de Magneux-Haute-Rive (1183)
- Église de Mizérieux dépendant de Cleppé (1183)
- Église de Marclopt (1183) dépendant de Saint-Rambert-sur-Loire (v. 1225)

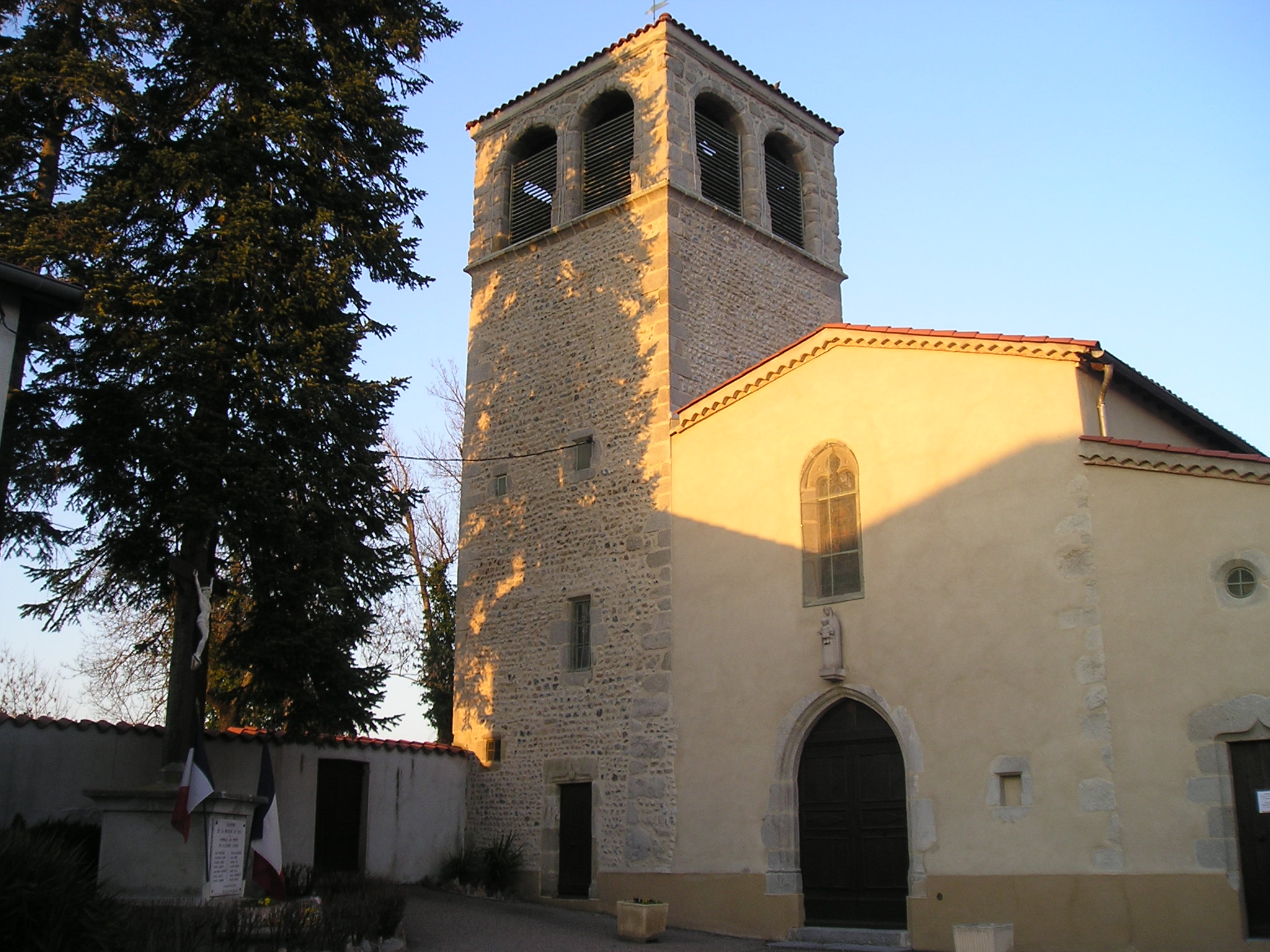
L'église Saint-Martin de Marclopt.

- Église de Sainte-Agathe (Sainte-Agathe-la-Bouteresse ou Sainte-Agathe-en-Donzy?) (1183)
- Église de Civens (1183)
- Église de Châtelus (1183) dépendant de Saint-Rambert-sur-Loire (v. 1225)
- Église Saint-André de Sury-le-Comtal (1183)
- Église de Saint-Romain-le-Vieux (Chazelles-sur-Lyon, aujourd'hui hameau "La Tour") (1183)
- Église de Chambles (1183), dépendant de Saint-Rambert-sur-Loire (v. 1225)

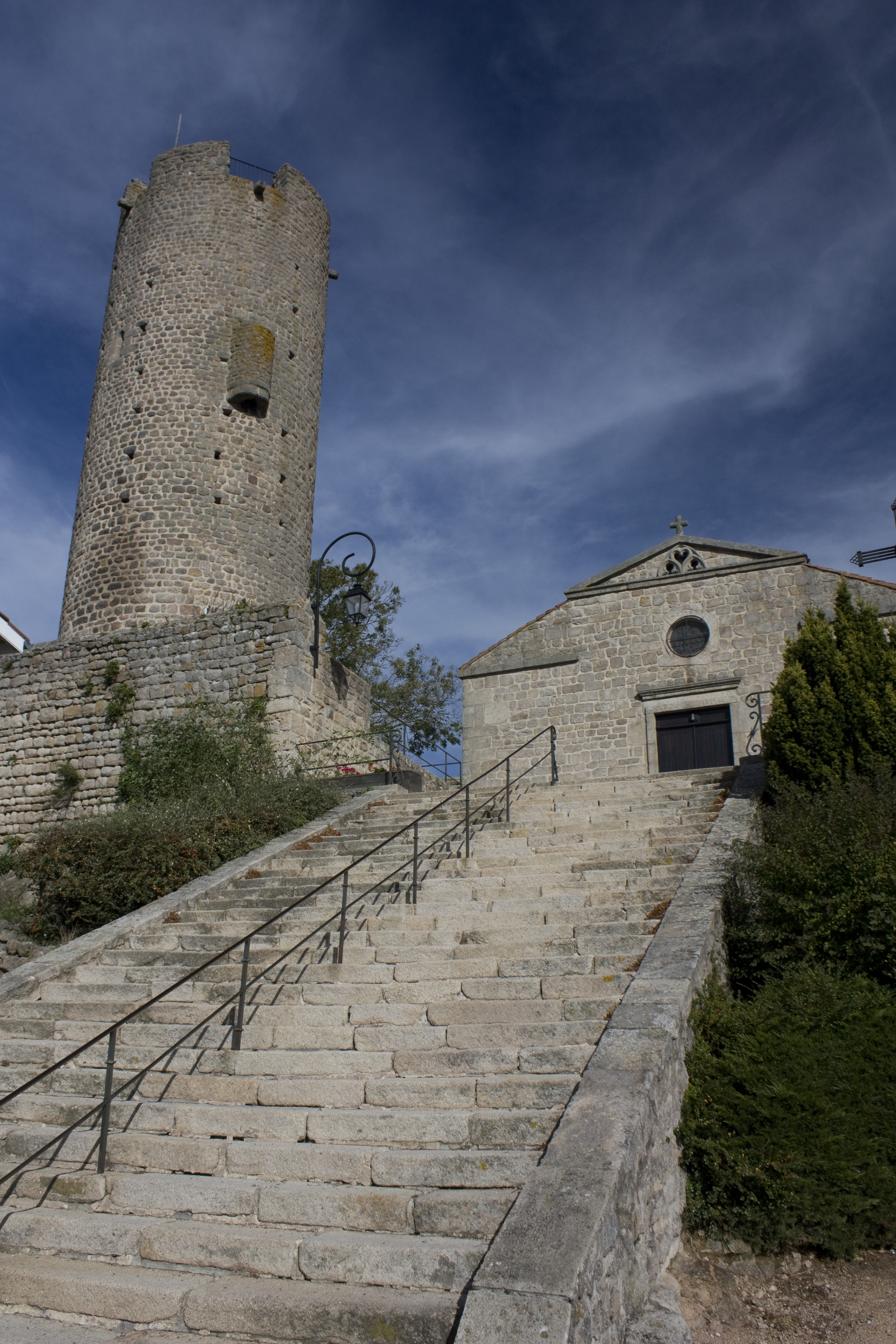
La tour et l'église de Chambles.

- Église de "Benerone" (Bonson) (1183), dépendant de Saint-Rambert-sur-Loire (v. 1225)[18]

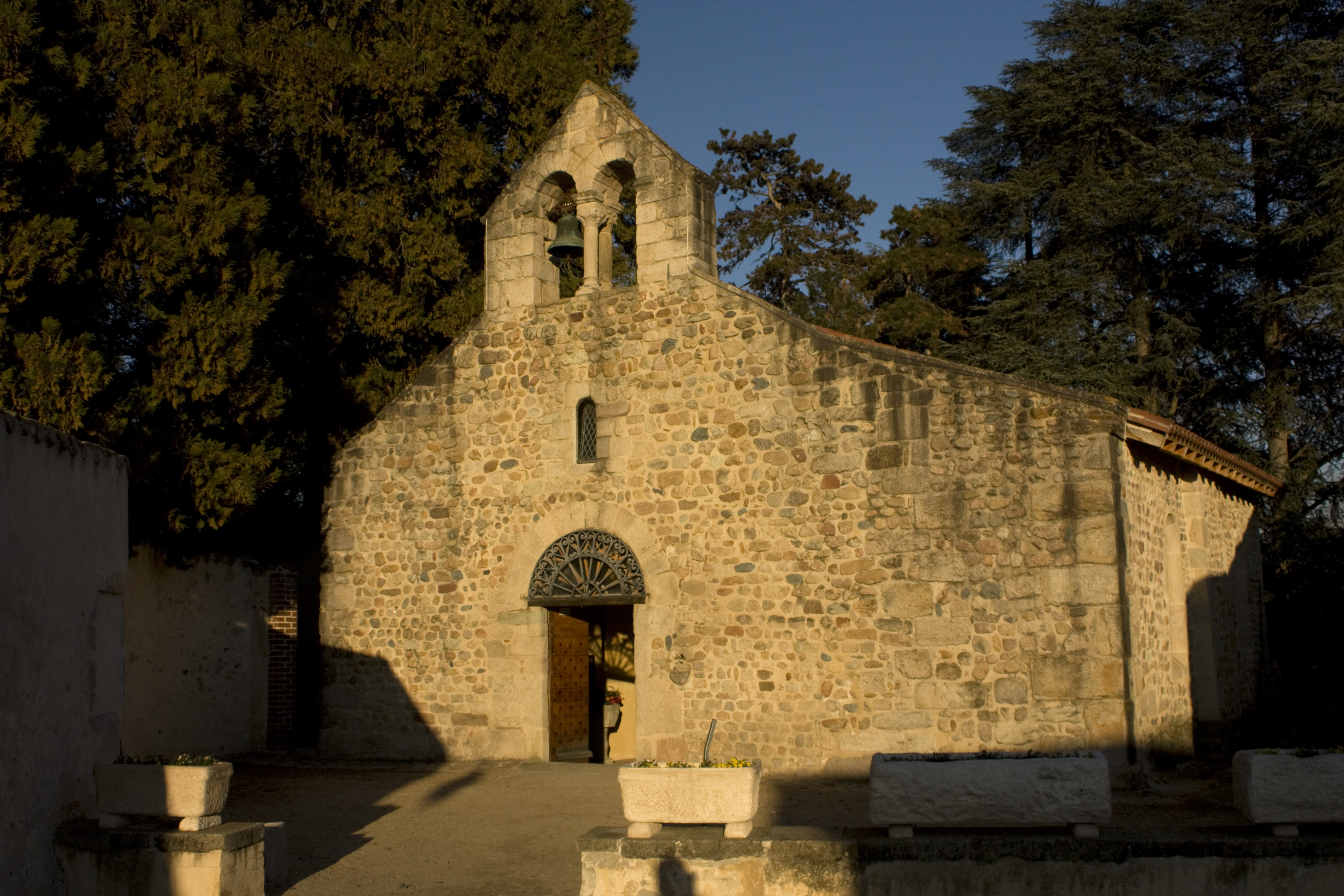
Chapelle Notre-Dame de Bonson.

- Église de Saint-Just-sur-Loire (1183)
- Église Saint-Romain de Jonzieux (1183)
- Église de Saint-Bonnet-le-Château dépendant de Saint-Rambert-sur-Loire (v. 1225)
- Villa de Triols (Luriecq) (1283)